# 울리차 드미트리옙스코고역
울리차 드미트리옙스코고 역(러시아어: Улица Дмитриевского)은 모스크바 지하철 네크라솝스카야 선의 역이다.

## 역명
초기 역명은 "울리차 살티콥스카야"였다. 2014년 9월 시립건축물 지명을 담당하는 위원회는 이 명칭을 "울리차 드미트리옙스코고"로 제정했다. 이 역명 인근에 위치한 거리는 보리스 드미트리옙스키 제1중위의 이름을 따서 지어진 지명으로, 보리스 드미트리옙스키 중위는 제2차 세계 대전에서의 활약으로 소련의 영웅으로 선정된 인물이다.

## 역사
울리차 드미트리옙스코고 역은 2019년 6월 3일에 개장했다.

## 구조
1면 2선의 섬식 플랫폼 구조이고, 지하 역사이다.